# Józef Stompor
Józef Stompor (ur. 30 maja 1922 w Mircu, zm. 18 kwietnia 1997) – polski pisarz, lekarz, żołnierz Armii Krajowej i Batalionów Chłopskich, podpułkownik WP. 
Urodził się w Mircu, woj. kieleckie, w rodzinie chłopskiej. Podczas wojny uczestnik ruchu oporu w szeregach Armii Krajowej i Batalionów Chłopskich. W 1952 r. ukończył Akademię Medyczną w Warszawie i rozpoczął pracę pod kierunkiem prof. Grucy, specjalizując się w chirurgii kostnej. Później poświęcił się leczeniu alkoholików i lekomanów w poradni rejonowej w Warszawie. Od 1959 był członkiem Zjednoczonego Stronnictwa Ludowego.
Józefa Stompora interesowała tematyka wojenna i medyczna. Swoją pierwszą powieść Leśne noce wydał w 1958 r. Za powieść Rozdroża miłości otrzymał nagrodę Ministra Obrony Narodowej i wojewody łomżyńskiego w 1985 r. Książki Człowiek z lancetem, Szpital pod jodłami i Płonące lazarety przetłumaczono na język niemiecki.

## Wydane książki
- Leśne noce
- Partyzant od Starego
- Człowiek z lancetem i inne opowiadania
- Szpital pod jodłami
- Orły
- Rapsodia Świętokrzyska
- Płonące lazarety: powieść powstańcza
- Niewierna. Opowieść łomżyńska
- Narkomanka
- Duchy Baszty
- Rozdroża miłości
- Orły, Klara i medycy
- Spod Łomży na Monte Cassino
- Epizody powstańcze
- Leśne noce czyli Cena miłości: na motywach debiutu z 1958 roku
- Sekrety medyczne polskiego stalinizmu. Powieść

## Odznaczenia
- Krzyż Kawalerski Orderu Odrodzenia Polski
- Krzyż Partyzancki
- Medal Zwycięstwa i Wolności 1945
- Odznaka Grunwaldzka